# Heudebouville
Heudebouville is een gemeente in het Franse departement Eure (regio Normandië) en telt 709 inwoners (1999). De plaats maakt deel uit van het arrondissement Les Andelys.

## Geografie
De oppervlakte van Heudebouville bedraagt 9,3 km², de bevolkingsdichtheid is 76,2 inwoners per km².
De onderstaande kaart toont de ligging van Heudebouville met de belangrijkste infrastructuur en aangrenzende gemeenten.

## Demografie
Onderstaande figuur toont het verloop van het inwonertal (bron: INSEE-tellingen).